# Quinto Glício Atílio Agrícola
Quinto Glício Atílio Agrícola (em latim: Quintus Glitius Atilius Agricola) foi um senador e general romano que foi cônsul duas vezes, nomeado sufecto para o nundínio de setembro a outubro de 97 com Lúcio Pompônio Materno e novamente em 103, no lugar de Trajano, servindo com Mânio Labério Máximo. Ele é conhecido apenas através de uma grande quantidade de inscrições, todas fragmentárias, de Augusta Taurinorum, aparentemente a sua cidade natal.
Seu nome completo, o prenome de seu pai (Públio) e sua tribo (Stellatina) são conhecidos através destas inscrições. Geralmente assume-se que Agrícola era filho ou neto do oficial equestre Glício Bárbaro, atestado como ainda vivo em 48 ou 49. Olli Salomies argumenta que faz mais sentido que ele tenha nascido Atílio Agrícola (provavelmente Públio) e tenha sido depois adotado por um Quinto Glício.

## Carreira
Duas inscrições revelaram a carreira política de Agrícola até seu primeiro consulado. Seu primeiro posto foi de sevir equitum Romanorum, o responsável pela revisão anual dos membros da ordem equestre, e depois decemiri stlitibus judicandus, um dos comitês dos vigintiviri. Em seguida, foi tribuno militar da Legio I Italica. Na época de Vespasiano, foi questor, provavelmente antes de 78. Como senadores romanos geralmente eram questores aos vinte e cinco anos de idade, Agrícola provavelmente nasceu o mais tardar em 53.
Depois, Agrícola foi edil curul e pretor, um cargo geralmente assumido aos trinta. As duas inscrições incluem um mandato como governador da Hispânia Citerior, mas Werner Eck, a maior autoridade no tema dos governos provinciais, não menciona Agrícola no posto neste período. Em seguida, Agrícola foi legado da Legio VI Ferrata. Já no mandato de Nerva, foi governador da província imperial da Gália Bélgica entre 94 e 97. É possível que ele tenha sido escolhido por ele para o posto. Depois de seu primeiro consulado, foi primeiro governador da Panônia a partir de 100, quando substituiu Lúcio Júlio Urso Serviano, até o final de 102. Entre o final deste mandato e seu retorno a Roma, Agrícola participou da Campanha dácia de Trajano, durante a qual foi condecorado.
Após o seu segundo consulado, Agrícola foi prefeito urbano de Roma. Finalmente, sabe-se que ele era membro de pelo menos dois colégios sacerdotais, o dos septênviros epulões e o dos sodais augustais.